# Copulation traumatique

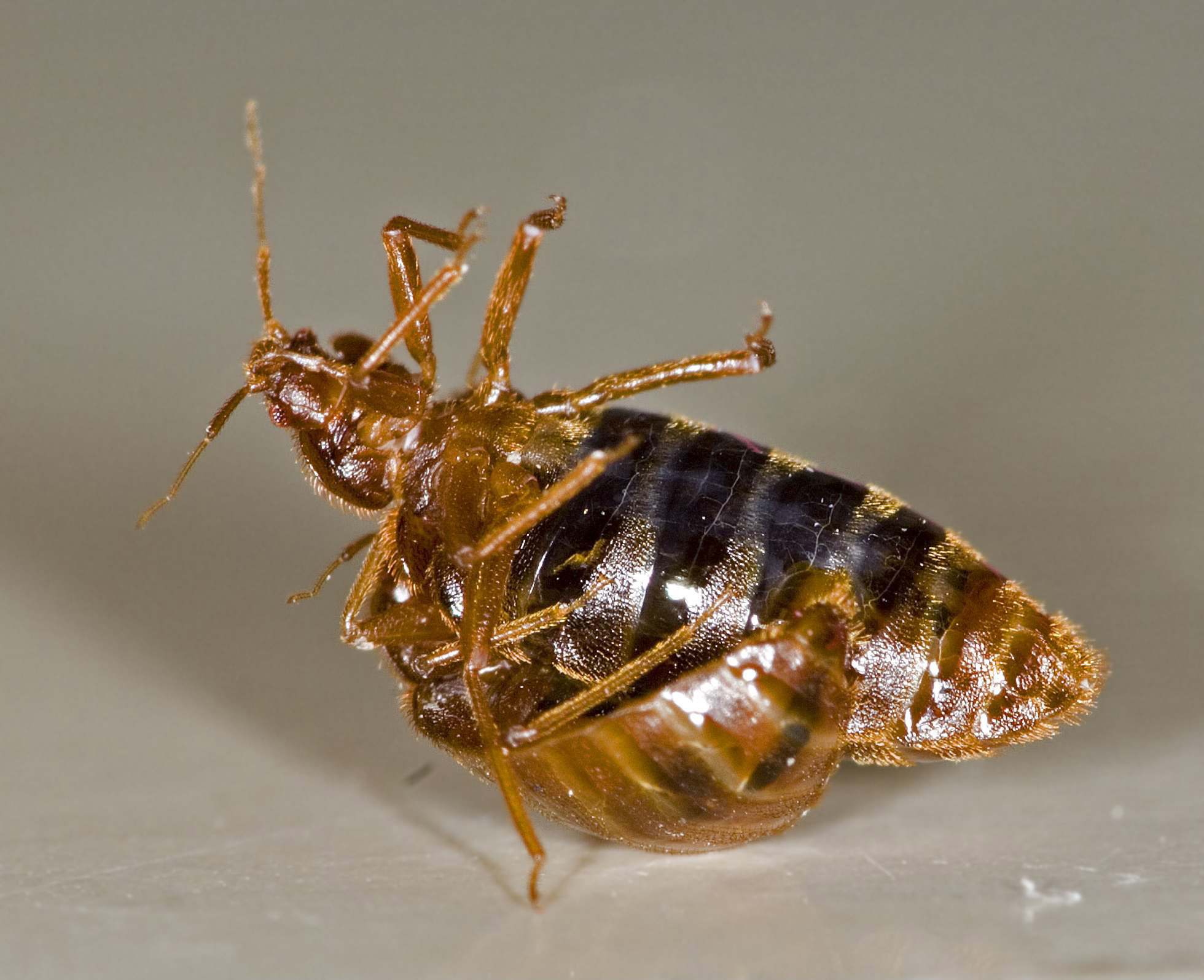
Copulation traumatique par une punaise mâle Cimex lectularius. La carapace ventrale de la femelle (au-dessus) est percée à l'endroit de la pénétration.

La copulation traumatique ou insémination traumatique ou hypodermique est un mode de reproduction chez certains animaux à carapace non équipés d'orifice sexuel. 
Le mâle plante son édéage perforateur (pénis muni de pièces vulnérantes) dans les voies génitales (vagin primaire ou secondaire) ou dans la carapace de la femelle, les spermatozoïdes migrant alors plusieurs jours dans l'hémolymphe de la femelle avant de féconder les ovules. Parfois, la perforation est chimique, par des enzymes qui dissolvent la paroi de la femelle, permettant au mâle d'insérer un spermatophore.  
Plusieurs explications évolutives sont données pour justifier l'apparition de ce type d'insémination. Elle favoriserait le dépôt des spermatozoïdes au plus près des ovaires, faciliterait les rapports sexuels rapides entre des partenaires nombreux brièvement en contact, éviterait au mâle de faire une longue cour nuptiale (voire d'essuyer un refus de copulation), contournerait le bouchon copulatoire qui limite la compétition spermatique. 
L'insémination traumatique vaginale peut être intra-génitale (punaises de la sous-famille des Nabinae) ou extra-génitale au niveau du spermalège (en) (chez la punaise des lits (famille des Cimicidae), chez les punaises de la sous-famille des Prostemmatinae (en) ou chez le strepsiptère Xenos vesparum (en)). L'insémination traumatique peut également être tégumentaire.
On pense que ce type d’accouplement pourrait être plus fréquent qu'imaginé jusqu'ici. Il a été rencontré chez :
- des Gastrotricha ;
- des rotifères ;
- divers Plathelminthes (par exemple Macrostomum, Macrostomidae[5]) ;
- des vers Annélidés (Dinophilidae[6], Phyllodocida) ;
- des sangsues ;
- divers Nématodes (Oncholaimus oxiuris, Secernentea,
- des Acoela ;
- des Gnathostomulida ;
- des mollusques Nudipleura (Polyceridae, Dorididae)[1];
- des mollusques Gastropteridae (Euopisthobranchia)
- des mollusques Panpulmonata (Acochlidiacea[7], Sacoglossa, Stylommatophora) ;
- le calmar géant (mollusque céphalopode)[réf. nécessaire] ;
- des punaises, avec au moins trois apparitions distinctes, chez les Cimicoidea (chez cinq familles), les Prostemmatinae (Nabidae) et Coridromius (un genre de Miridae)[8] ;
- des drosophiles[9],[10].

L'entomologiste tchèque Pavel Štys a fait l'hypothèse d'une insémination « androtraumatique » chez le genre Phallopirates (famille des Enicocephalidae, Hétéroptères, c'est-à-dire des punaises), dont seuls les mâles sont connus, et qui n'ont pas d'orifice éjaculatoire (gonopore). Il suppose que le mâle doit briser l'apex de son phallandrium pour pouvoir transmettre ses spermatophores à la femelle,.
En 2009, le premier exemple de copulation traumatique découvert chez les araignées a été observé chez une dysdère endémique d’Israël, du genre Harpactea, dénommée en raison de ce comportement Harpactée sadique. Le mâle et la femelle ont une morphologie modifiée : chez le mâle, l'extrémité du bulbe copulateur des pédipalpes a la forme d'une seringue hypodermique. Chez la femelle, la vulve et les poches spermatiques sont atrophiées. Le mâle transperce la paroi ventrale de l'abdomen de la femelle et injecte le sperme directement à l'intérieur, ce qu'il répète en moyenne six fois de suite, avec ses deux bulbes. La fécondation a lieu dans les ovaires, et les œufs sont pondus au stade embryonnaire, alors que chez les autres araignées, la fécondation a lieu au moment de la ponte. L'hypothèse explicative de ce comportement est liée à la compétition spermatique : le but serait de permettre au mâle d'améliorer les chances de reproduction. En effet, chez les autres Dysdères, les spermathèques sont en cul-de-sac, le sperme du dernier mâle est donc utilisé pour la fécondation, celui du premier mâle fécondant la femelle restant au fond. Chez Harpactea sadistica, le premier mâle fécondant transmet directement ses gènes,.